# Lossiemouth
Lossiemouth är en ort i Storbritannien.   Den ligger i kommunen Moray och riksdelen Skottland, i den norra delen av landet, 700 km norr om huvudstaden London. Lossiemouth ligger 22 meter över havet och antalet invånare är 6 841.
Terrängen runt Lossiemouth är platt. Havet är nära Lossiemouth åt nordost. Runt Lossiemouth är det ganska glesbefolkat, med 39 invånare per kvadratkilometer. Närmaste större samhälle är Elgin, 8,2 km söder om Lossiemouth. Trakten runt Lossiemouth består till största delen av jordbruksmark.